# Lodowa Przełęcz

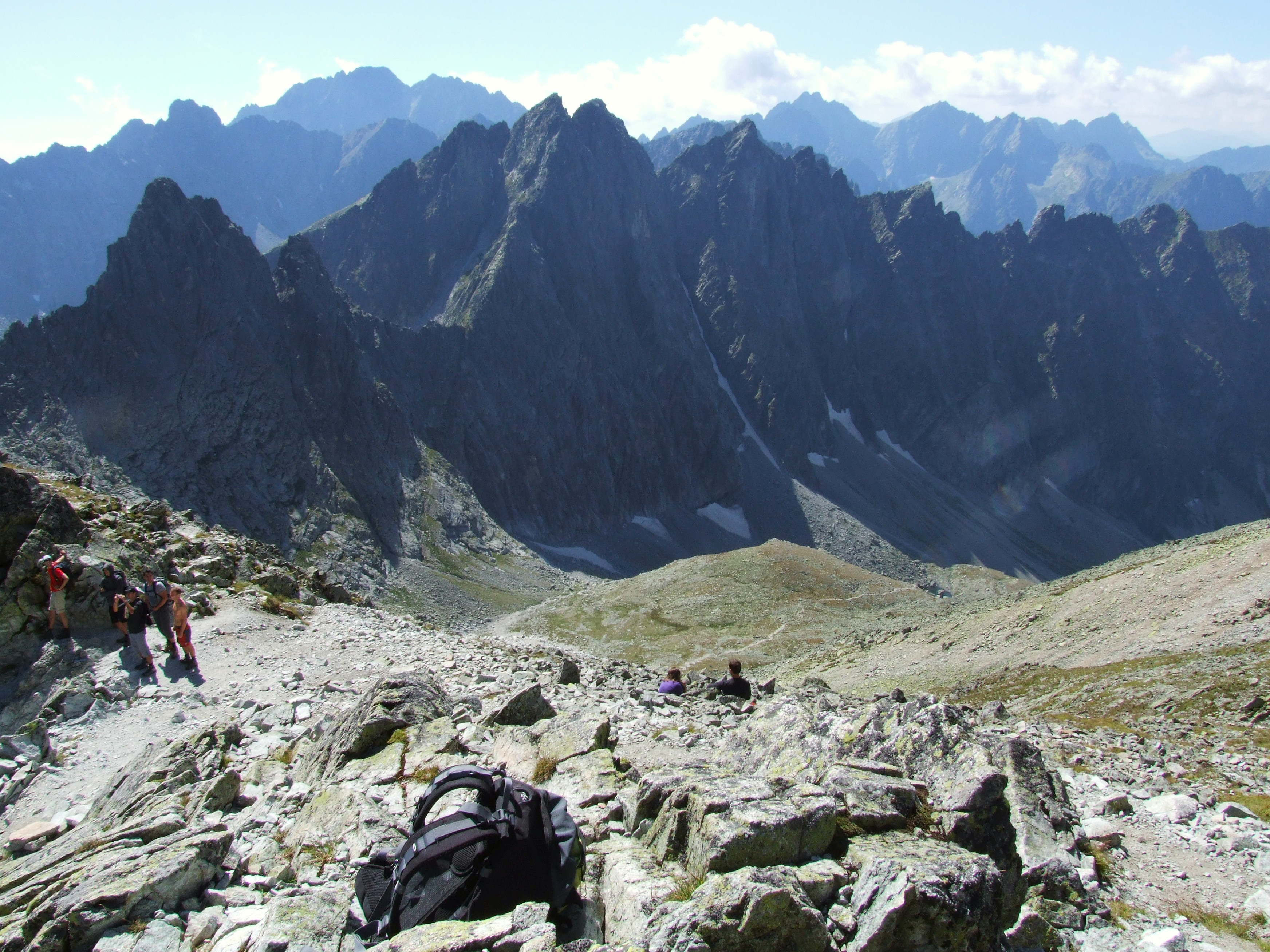
Lodowa Przełęcz i widok na Jaworowy Mur

Lodowa Przełęcz (słow. Sedielko, niem. Kleiner Sattelpass, węg. Kis-Nyereg-hágó, 2372 m n.p.m.) – przełęcz położona w głównej grani Tatr pomiędzy Małym Lodowym Szczytem (Široká veža, 2461 m) a Lodową Kopą (Malý Ľadový štít, 2602 m). Zachodnie stoki spod przełęczy opadają do Doliny Zadniej Jaworowej, wschodnie do Dolinki Lodowej – odgałęzienia Doliny Małej Zimnej Wody. W grani opadającej z Małego Lodowego Szczytu ku Lodowej Przełęczy znajduje się kilka niewybitnych obiektów (w kolejności od wierzchołka):
- Harnaski Karbik,
- Harnaski Zwornik,
- Harnaskie Wrótka,
- Harnaski Kopiniak,
- Harnaska Ławka,
- Harnaska Turnia,
- Wyżnia Harnaska Szczerbina,
- Harnaskie Zęby,
- Niżnia Harnaska Szczerbina,
- Harnaskie Czuby[2].

Przez Lodową Przełęcz poprowadzony jest znakowany szlak turystyczny z Doliny Pięciu Stawów Spiskich (Kotlina Piatich Spišskych plies), górnego piętra Doliny Małej Zimnej Wody (Malá Studená dolina), do Doliny Jaworowej (Javorová dolina). Jest to najwyżej położona przełęcz w Tatrach, przez którą przebiega szlak turystyczny. Zimą trasa jest zamknięta.
Przełęcz powstała w szerokiej strefie mylonitów. Pierwsze odnotowane przejścia turystyczne: Feliks Berdau, Wojciech Grzegorzek, Józef Stolarczyk z przewodnikami 13 sierpnia 1854 r., zimą – Károly Jordán z przewodnikami Johannem Franzem seniorem i Johannem Hunsdorferem juniorem (5 stycznia 1902 r.). W XIX wieku po obu stronach przełęczy zalegały wielkie pola firnowe i przejście tędy było dużo trudniejsze, jednak w 1891 przeszedł tędy batalion piechoty.

## Szlaki turystyczne
– zielony szlak od Schroniska Téryego razem ze szlakiem żółtym i po jego odłączeniu dalej na Lodową Przełęcz, stąd Doliną Jaworową do Jaworzyny Tatrzańskiej.
- Czas przejścia od Schroniska Téryego na Lodową Przełęcz: 1:30 h, ↓ 1:20 h
- Czas przejścia z przełęczy do Jaworzyny: 4 h, ↑ 5 h